# 273 Atropos
273 Atropos este un asteroid din centura principală, descoperit pe 8 martie 1888, de Johann Palisa.